# العلاقات اليابانية البوليفية
العلاقات اليابانية البوليفية هي العلاقات الثنائية التي تجمع بين اليابان وبوليفيا.

## مقارنة بين البلدين
هذه مقارنة عامة ومرجعية للدولتين:
| وجه المقارنة                                              | اليابان         | بوليفيا                                          |
| --------------------------------------------------------- | --------------- | ------------------------------------------------ |
| المساحة (كم2)                                             | 377.97 ألف      | 1.10 مليون                                       |
| عدد السكان (نسمة)                                         | 126.79 مليون    | 11.05 مليون                                      |
| الكثافة السكانية (ن./كم²)                                 | 335.45          | 10.05                                            |
| العاصمة                                                   | طوكيو           | سوكري، لاباز                                     |
| اللغة الرسمية                                             | اللغة اليابانية | اللغة الإسبانية، اللغة الأيمرية، كتشوا، غوارانية |
| العملة                                                    | ين ياباني       | بوليفاريو بوليفي                                 |
| الناتج المحلي الإجمالي (بليون دولار)                      | 4.87 تريليون    | 37.51 مليار                                      |
| الناتج المحلي الإجمالي (تعادل القوة الشرائية) بليون دولار | 5.18 تريليون    | 74.58 مليار                                      |
| الناتج المحلي الإجمالي الاسمي للفرد دولار أمريكي          | 34.52 ألف       | 3.08 ألف                                         |
| الناتج المحلي الإجمالي للفرد دولار أمريكي                 | 36.62 ألف       | 6.63 ألف                                         |
| مؤشر التنمية البشرية                                      | 0.903           | 0.662                                            |
| رمز المكالمات الدولي                                      | +81             | +591                                             |
| رمز الإنترنت                                              | .jp             | .bo                                              |
| المنطقة الزمنية                                           | توقيت اليابان   | 00                                               |

## مدن متوأمة
في ما يلي قائمة باتفاقيات التوأمة بين مدن يابانية وبوليفية:
- ترتبط أوكيناوا مع إدارة سانتا كروز باتفاقية توأمة منذ 18 نوفمبر 1992.[13][13][13][13]

## منظمات دولية مشتركة
يشترك البلدان في عضوية مجموعة من المنظمات الدولية، منها:
| علم المنظمة | اسم المنظمة                        | تاريخ انضمام اليابان | تاريخ انضمام بوليفيا |
| ----------- | ---------------------------------- | -------------------- | -------------------- |
|             | الاتحاد البريدي العالمي            | ?                    | ?                    |
|             | مؤسسة التنمية الدولية              | 27 ديسمبر 1960       | 21 يونيو 1961        |
|             | منظمة حظر الأسلحة الكيميائية       | ?                    | ?                    |
|             | منظمة التجارة العالمية             | ?                    | 12 سبتمبر 1995       |
|             | الأمم المتحدة                      | 18 ديسمبر 1956       | 14 نوفمبر 1945       |
|             | وكالة ضمان الاستثمار متعدد الأطراف | 12 أبريل 1988        | 3 أكتوبر 1991        |
|             | منظمة الشرطة الجنائية الدولية      | ?                    | ?                    |
|             | مؤسسة التمويل الدولية              | 20 يوليو 1956        | 20 يوليو 1956        |
|             | الاتحاد الدولي للاتصالات           | 29 يناير 1879        | 1 يونيو 1907         |
|             | البنك الدولي للإنشاء والتعمير      | 13 أغسطس 1952        | 27 ديسمبر 1945       |
|             | يونسكو                             | 2 يوليو 1951         | 13 نوفمبر 1946       |

## أعلام
هذه قائمة لبعض الشخصيات التي تربطها علاقات بالبلدين:
- كو إيشيكاوا (لاعب كرة قدم ياباني، 10 مارس 1970 – )

## وصلات خارجية
- موقع وزارة الخارجية اليابانية
- موقع وزارة الخارجية البوليفية